# Šumići
Šumići (cyr. Шумићи) – wieś w Bośni i Hercegowinie, w Republice Serbskiej, w gminie Gacko. W 2013 roku liczyła 14 mieszkańców.